# Municipio de St. Joseph (condado de Kittson)
El municipio de St. Joseph (en inglés: St. Joseph Township) es un municipio ubicado en el condado de Kittson en el estado estadounidense de Minnesota. En el año 2010 tenía una población de 56 habitantes y una densidad poblacional de 0,48 personas por km².

## Geografía
El municipio de St. Joseph se encuentra ubicado en las coordenadas 48°56′22″N 96°44′2″O / 48.93944, -96.73389. Según la Oficina del Censo de los Estados Unidos, el municipio tiene una superficie total de 116.73 km², de la cual 116,41 km² corresponden a tierra firme y (0,27 %) 0,31 km² es agua.

## Demografía
Según el censo de 2010, había 56 personas residiendo en el municipio de St. Joseph. La densidad de población era de 0,48 hab./km². De los 56 habitantes, el municipio de St. Joseph estaba compuesto por el 100 % blancos. Del total de la población el 0 % eran hispanos o latinos de cualquier raza.